# Cephalopsetta
Cephalopsetta is een monotypisch geslacht van straalvinnige vissen uit de familie van schijnbotten (Paralichthyidae).

## Soort
- Cephalopsetta ventrocellatus Dutt & Rao, 1965